# Floyd Ratliff
Floyd Ratliff (* 1. Mai 1919 in La Junta, Colorado; † 13. Juni 1999 in Santa Fe, New Mexico) war ein US-amerikanischer Psychologe, Biophysiker und Sinnesphysiologe an der Rockefeller University.
Ratliff ist für seine Arbeiten zu räumlichen und zeitlichen Charakteristika der visuellen Wahrnehmung bekannt, insbesondere führte er quantitative und computergestützte Methoden zur Untersuchung des Nervensystems ein. Auf Ratliff geht das Konzept der Disinhibition in der Organisation von Nervenzellen zurück (vergleiche Inhibition (Neuron)). Seine Arbeiten zu Machschen Streifen hatten großen Einfluss auf die Entwicklung der Sinnesphysiologie.
Weitere Arbeiten Ratliffs befassten sich mit der Verbindung von Kunst und Wissenschaft. So untersuchte er die Wirkung von Werken des Neoimpressionismus oder der Chinesischen Malerei zur Zeit der Song-Dynastie.

## Leben
Floyd Ratliff erwarb nach seinem Militärdienst 1947 am Colorado College einen Bachelor und an der Brown University 1949 einen Master sowie 1950 bei Lorrin Riggs einen Ph.D., jeweils in Psychologie. Als Postdoktorand arbeitete er bei dem späteren Nobelpreisträger Haldan Keffer Hartline an der Johns Hopkins University. Ab 1951 gehörte Ratliff zum Lehrkörper der Harvard University, 1952 erhielt er dort eine Professur. 1954 wechselte er wieder zu Hartline, jetzt an das Rockefeller Institute for Medical Research. 1966 erhielt Ratliff an der Nachfolgeinstitution, der Rockefeller University, die Professur für Biophysik und Physiologische Psychologie.
Von 1983 bis 1989 war Ratliff zusätzlich Präsident der Harry Frank Guggenheim Foundation. 1989 wurde er emeritiert, war aber noch weiter wissenschaftlich tätig. Zu seinen Schülern gehörten Donald S. Blough, Carl D. Hopkins, Norma Graham und Jacob Nachmias.
Ratliffs Arbeiten werden auch mehr als zwei Jahrzehnte nach seinem Tod noch regelmäßig zitiert. Laut Datenbank Scopus hat er (Stand Dezember 2020) einen h-Index von 23.
Floyd Ratliff war mit Orma Vernon Priddy Ratliff verheiratet. Das Paar hatte eine Tochter.

## Schriften
- Mach Bands: Quantitative Studies of Neural Networks in the Retina, 1965
- Studies on Excitation and Inhibition in the Retina, 1974
- Paul Signac and Color in Neo-Impressionism, 1992

## Auszeichnungen (Auswahl)
- 1956 Fellow der American Association for the Advancement of Science
- 1966 Mitglied der National Academy of Sciences[2]
- 1968 Mitglied der American Academy of Arts and Sciences[3]
- 1972 Mitglied der American Philosophical Society[4]
- 1975 Ehrendoktorat des Colorado College
- 1976 Edgar D. Tillyer Award der Optical Society of America